# Mörk Gryning
Mörk Gryning — шведская блэк-метал-группа из Стокгольма, основанная в 1993 году.

## История
Группа была основана в 1993 году в Стокгольме музыкантами Goth Gorgon (гитара, бас, клавишные, вокал) и Draakh Kimera (вокал, гитара, клавишные, ударные). В 1995 году вышел дебютный альбом Tusen År Har Gått, в 1997 году второй — Return Fire. Не найдя музыкантов для гастролей, карьера группы на несколько лет приостановилась, пока в 2001 году не вышел третий альбом Mælström Chaos. Позже к группе присоединились гитарист Avatar, басист Юнас Берндтс и барабанщик Nagys, и в таком составе они в следующем году выступили на фестивале Wacken Open Air. Следующий, четвёртый альбом, Pieces of Primal Expressionism, был снова записан в формате дуэта. В январе 2005 года Goth Gorgon объявил о распаде группы, и в том же году был выпущен прощальный альбом Mörk Gryning. В 2016 году группа вновь собралась для выступления на фестивале Party.San. В 2020 году вышел пятый студийный альбом Hinside Verde.

## Дискография
- Tusen År Har Gått (1995)[6][7][8][9]
- Return Fire (1997)[10][11]
- Mælström Chaos (2001)[12][13][14]
- Pieces of Primal Expressionism (2003)[15][16][17][18][19]
- Mörk Gryning (2005)[20][21][22][23]
- Hinside Verde (2020)[24][25][26]